# كامبو دي كرايبتانا
بلدية كامبو دي كرايبتانا (بالإسبانية: Campo de Criptana)‏، هي إحدى بلديات مقاطعة سيوداد ريال إحدى مقاطعات إسبانيا، والتي تقع في منطقة قشتالة لا منتشا وسط إسبانيا.
يبلغ عدد سكانها 14.314 نسمة وفقاً لإحصائية سنة (2007).

## أعلام
- سارا مونتيل
- أنخيل أرتيجا
- لويس كوبوس